# William Yang
William Xu Yang, född 11 oktober 1998, är en australisk simmare.

## Karriär
I juli 2019 tog Yang guld på 50 meter fjärilsim vid sommaruniversiaden 2019 i Neapel.
I maj 2022 vid australiska mästerskapen tog Yang guld på 100 meter frisim efter ett lopp på personbästat 48,55 sekunder. I juni 2022 vid VM i Budapest var han en del av Australiens kapplag som tog silver på 4×100 meter frisim. Han erhöll även ett guld efter att simmat försöksheatet på 4×100 meter mixed frisim där Australien sedermera tog guld i finalen.